# Михару
Михару (яп. 三春町 Михару-мати) — посёлок в Японии, находящийся в уезде Тамура префектуры Фукусима. Площадь посёлка составляет 72,76 км², население — 17 292 человека (1 августа 2014), плотность населения — 237,66 чел./км².

## Географическое положение
Посёлок расположен на острове Хонсю в префектуре Фукусима региона Тохоку. С ним граничат города Корияма, Тамура, Мотомия, Нихоммацу.

## Население
Население посёлка составляет 17 292 человека (1 августа 2014), а плотность — 237,66 чел./км². Изменение численности населения с 1980 по 2005 годы:
| 1980 | 19 047 чел. |  |
| 1985 | 18 987 чел. |  |
| 1990 | 19 205 чел. |  |
| 1995 | 20 124 чел. |  |
| 2000 | 19 976 чел. |  |
| 2005 | 19 194 чел. |  |

## Символика
Деревом посёлка считается сакура, цветком — Rhododendron indicum, птицей — Cettia diphone.

## Известные уроженцы и жители
- Дзюнко Табэи (1939—2016) — японская альпинистка. Первая женщина, ступившая на вершину Джомолунгмы (16 мая 1975 года).
- Сокю Гэнъю (1956—) — японский писатель и монах школы Риндзай.